# Latticefilter
Ein Latticefilter ist ein Typ von elektronischen Filter, welches eine Gitterstruktur aufweist. In der deutschsprachigen Literatur wird dafür auch alternativ der Begriff Leiterstruktur verwendet. Die Filterstruktur geht zurück auf Arbeiten aus den 1920er Jahren von Otto Julius Zobel und George Ashley Campbell.

## Allgemeines

Basiselement eines Latticefilter

Diese Filterstruktur wird schaltungstechnisch als analoges Filter und im Rahmen der digitalen Signalverarbeitung als digitales Filter eingesetzt und besitzt den Vorteil, dass sie leicht auf Stabilität zu überprüfen ist: Sind alle Koeffizienten dem Betrag nach kleiner 1, ist das Gesamtsystem stabil. Als digitales Filter kann die Struktur entweder in Filter mit endlicher Impulsantwort (FIR) oder als ein Filter mit unendlicher Impulsantwort (IIR) realisiert werden.
Die charakteristische Impedanz Z0 eines analogen Basiselementes bestehend aus den einzelnen komplexen Impedanzen Z, wie in nebenstehender Abbildung dargestellt, ist gegeben als:
{\displaystyle Z_{0}^{2}=ZZ'}
mit der Übertragungsfunktion H(ω):
{\displaystyle H(\omega )={\frac {Z_{0}-Z}{Z_{0}+Z}}}

## Digitale Realisierung
Nachfolgendes Bild zeigt ein Latticefilter 3. Ordnung in FIR-Struktur als digitales Filter. Die von links zugeführte Folge x[k] wird in die Ausgangsfolge y[k] übergeführt. Die Werte α0, α'0, … stellen die Filterkoeffizienten pro Stufe dar. Die Blöcke mit der Beschriftung z−1 sind Verzögerungselemente um eine Abtastperiode:

Das nächste Bild ist ein Latticefilter in Form einer IIR-Struktur. Diese Struktur wird auch als englisch all pole structure bezeichnet, da die Übertragungsfunktion ausschließlich Polstellen und keine Nullstellen besitzt. Die Rückkopplung wird in der unteren Zeile realisiert.

## Anwendungen
Eingesetzt werden diese Filter vor allem im Bereich der Sprachcodierung und Sprachsynthese. So benutzen beispielsweise Mobilfunktelefone, die nach dem GSM-Standard arbeiten, Lattice-Filter in der IIR-Struktur.
Für die Berechnung der Filterkoeffizienten stehen umfangreiche Softwarepakete zur Verfügung, wie das Programmpaket MATLAB mit seinen Funktionen latcfilt.m und tf2latc.m.